# Bavon Tshibuabua
Bavon Tshibuabua (Antwerpen, 1991. július 17. –) kongói válogatott labdarúgó.

## Karrier
Bavon a Standard de Liège-nél nevelkedett, később a KFCG Beerschot igazolta le.Jelenleg az Újpest játékosa.
2012. augusztus 19-én az Újpest-Ferencváros mérkőzésen lőtt győztes gólt a 94. percben, ezzel az Újpest nyert 2-1-re.

## Mérkőzései a kongói válogatottban
Bavon eddig 1 mérkőzésen játszott a Kongói Demokratikus Köztársaság színeiben, még 2010-ben egy Mali elleni idegenbeli mérkőzésen állt be a 75. percben.A mérkőzést 3-1 arányban Mali nyerte meg.
| #  | Dátum              | Ellenfél | Eredmény | Kiírás              | Esemény |
| -- | ------------------ | -------- | -------- | ------------------- | ------- |
| 1. | 2010. november 17. | Mali     | 1 – 3    | barátságos mérkőzés | 75'     |

## Sikerei, díjai
Újpest
- Magyar kupa
  - Győztes (1): 2013-14